# نعمة سعيد
نعمة سعيد (مواليد 15 نوفمبر 2002) هي رباعة مصرية فازت بالميدالية الذهبية في بطولة العالم لرفع الأثقال 2021 وزن64ك التي أقيمت في طشقند،أوزبكستان كذلك فازت بالميدالية الفضية في الألعاب الأولمبية الصيفية للشباب 2018 في وزن 58ك.

## روابط خارجية
- نعمة سعيد على موقع الاتحاد الدولي (الإنجليزية)
- نعمة سعيد على موقع مشروع نتائج رفع الأثقال الدولية (الإنجليزية)
- نعمة سعيد على موقع IAT Database Weightlifting (الألمانية)
- نعمة سعيد على موقع اللجنة الأولمبية الدولية (الإنجليزية)
- نعمة سعيد على موقع أوليمبيديا (الإنجليزية)